# متسلسلة غراندي
في الرياضيات، المتسلسلة 1 − 1 + 1 − 1 + … والتي تكتب أيضا على الشكل
{\displaystyle \sum _{n=0}^{\infty }(-1)^{n}}
تدعى في بعض الأحيان متسلسلة غراندي (بالإنجليزية: Grandi's series)‏. سميت هذه المتسلسلة هكذا نسبة إلى عالم الرياضيات والفيلسوف ورجل الدين الإيطالي لويجي غويدو غراندي، الذي درس المتسلسلة في عام 1703.